# Centre international d'étude de la philosophie française contemporaine – PhilOfr
 (juillet 2023).
Le Centre international d'étude de la philosophie française contemporaine – PhilOfr, équipe de l’unité République des savoirs : Lettres, Sciences, Philosophie, est basé à l'École normale supérieure de la rue d'Ulm. Son carnet de veille et de recherche PhilOfr permet de proposer des événements, développer un réseau international, relayer des informations et mettre en ligne des contributions.

## Origine et organisation
Le Centre international d'étude de la philosophie française contemporaine a été créé en 2002 par Alain Badiou et Yves Duroux au sein du département de philosophie de l’École normale supérieure. Il s’agissait explicitement d’ouvrir un espace pour une tradition contemporaine irréductible aussi bien à la phénoménologie qu’à la philosophie analytique, mais qui tisse son propre réseau de concepts, de controverses (bien loin d’une quelconque essence de la philosophie « française ») et de ruptures, ainsi que de relations avec le contemporain extra-philosophique.
En 2004, la direction du Centre international d'étude de la philosophie française contemporaine, désormais familier sous l’acronyme de Ciepfc, a été confiée à Frédéric Worms (qui l’exercera jusqu’en 2022). Il connaîtra différentes étapes institutionnelles jusqu’à son intégration comme équipe de L’UAR 3608 « République des savoirs : Lettres, Sciences, Philosophie » (ENS/CNRS/Collège de France) à partir de 2014, tout comme il l’avait été auparavant au sein du Cirphles (2010-2014). Le Ciepfc étoffe son réseau national et international, prouvant en quoi il répond à un besoin : il est devenu et reste aujourd’hui le seul centre et la seule plate-forme explicitement dédiés à la philosophie française contemporaine en France, et un point de rencontre européen et mondial[réf. nécessaire].
Pendant ces années, le Ciepfc développe ses activités de formation à (et par) la recherche ; ses programmes de recherche propres ; la constitution d’axes transdisciplinaires et internationaux sur des problèmes actuels, des œuvres contemporaines et des travaux en cours. Devenu Directeur de l’École normale supérieure de la rue d'Ulm en mars 2022, Frédéric Worms a passé le relais du Centre international d'étude de la philosophie française contemporaine à Anne Simon, sous l’impulsion de laquelle le carnet de veille et de recherche « PhilOfr » a été créé. Ce carnet constitue un espace de partage des activités des membres de son réseau scientifique, mais aussi, plus largement, de nombreux événements concernant la philosophie française contemporaine. À cette occasion, l’abréviation Ciepfc a été remplacée par l’appellation PhilOfr, où le « fr » fait résonner la mise en réseau internationale, la contemporanéité et l’élargissement réflexif. De fait, on ne comprend pas la philosophie « française » dans le sens d’une identité originaire et homogène, mais d’un déséquilibre, d’une réflexion et d’une « extraterritorialité » (George Steiner) internes, et d’une tradition ouverte sur les grands débats mondiaux – via notamment les usages pluriels de la langue française et de ses traductions dans les deux sens.
Depuis 2014, le Centre international d'étude de la philosophie française contemporaine est l'une des équipes intégrées à l'Unité d’administration et de recherche 3608 « République des savoirs : Lettres, Sciences, Philosophie », dont les tutelles sont le CNRS, l’ENS et le Collège de France, institutions intégrées à l’Université Paris Sciences et Lettres.
En 2023, les membres permanents du Centre international d’étude de la philosophie française contemporaine – PhilOfr sont Anne Simon, sa responsable, Dominique Combe, professeur et directeur des Relations internationales de l'ENS , Jean-Marc Mouillie, Maître de Conférences HDR de philosophie à l’université d’Angers , Perrine Simon-Nahum et Frédéric Worms. PhilOfr accueille également des doctorants, des post-doctorants et des chercheurs associés.

## Diffusion de la recherche et veille scientifique
Le Centre international d'étude de la philosophie française contemporaine – PhilOfr porte trois carnets de veille et de recherche en philosophie, arts et littérature. L’objectif est de mettre en temps réel à la disposition de la communauté scientifique, mais aussi du grand public, une recherche en acte.
Le carnet de veille et de recherche PhilOfr, créé en 2022, assure notamment la diffusion des événements et travaux en philosophie française des XXe – XXIe siècles.